# 羅爾珀勒湖
53°16′29″N 13°24′23″E / 53.274658°N 13.406321°E

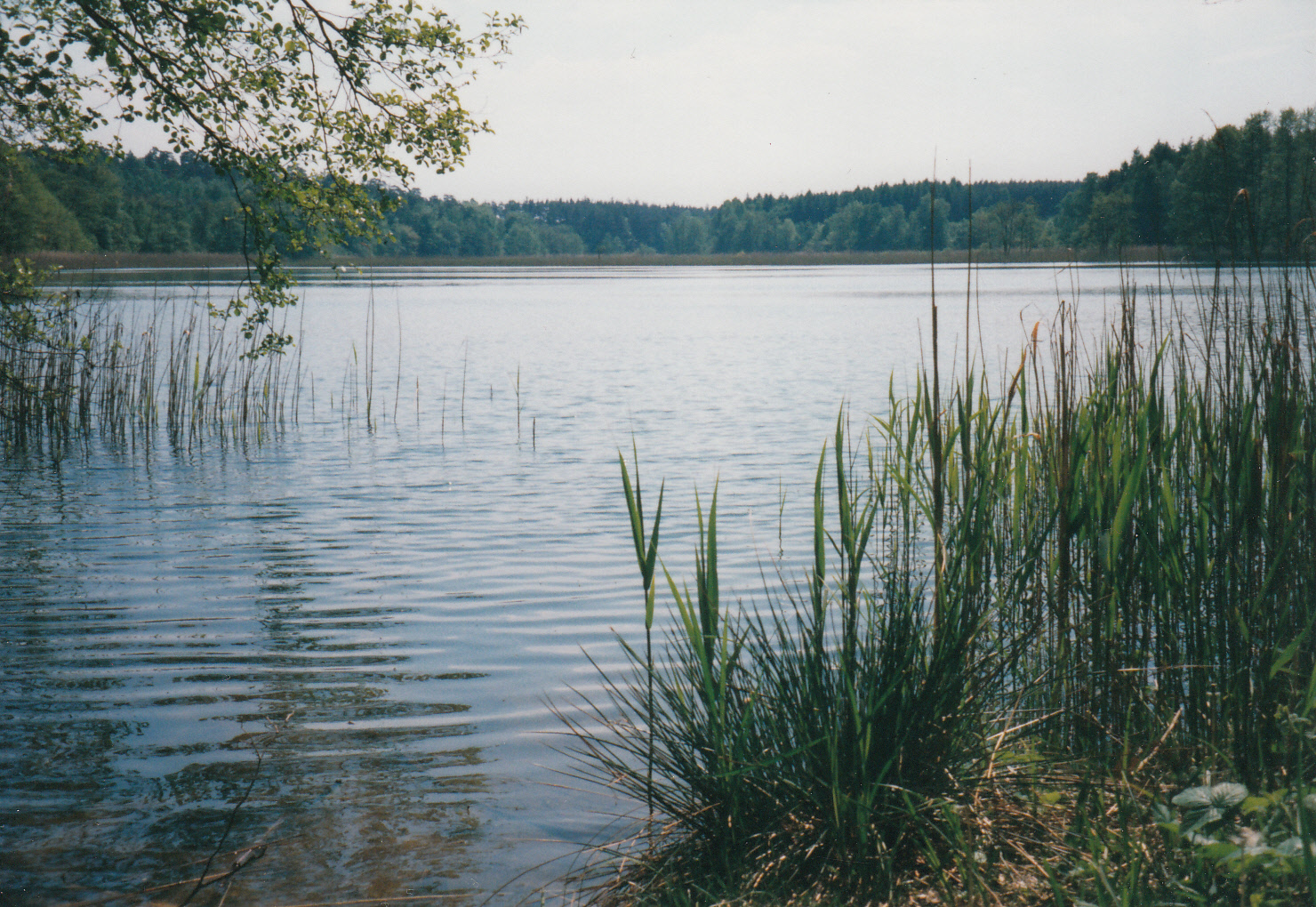

羅爾珀勒湖（德語：Rohrpöhle），是德國的湖泊，位於該國東北部梅克倫堡-前波美拉尼亞州，由梅克倫堡湖區郡負責管轄，長1公里、寬0.2公里，面積0.10平方公里，海拔高度73米。